# رومن جی. ایزریل، وکیل دادگستری
رومن جی. ایزریِل، وکیل دادگستری (انگلیسی: Roman J. Israel, Esq.) فیلمی در ژانر درام حقوقی به کارگردانی دن گیلروی است که در سال ۲۰۱۷ منتشر شد. از بازیگران آن می‌توان به دنزل واشینگتن، کالین فارل و کارمن اجوگو اشاره کرد و داستان آن در خصوص وکیلی به نام رومن جی. ایزریل است که پس از سکته‌ی قلبی شریکش در یک دفتر حقوقی کوچک، در شرکت حقوقی بزرگی مشغول به کار می‌شود.